# Jóanes Nielsen
Jóanes Nielsen (ur. 5 kwietnia 1953 w Thorshavn, Wyspy Owcze) – farerski poeta, laureat Farerskiej Nagrody Literackiej im. M. A. Jacobsena w 1984 za zbiór wierszy Pinnabrenni til sosialismuna i Nordyckiej Nagrody Dramatycznej w 2002 za sztukę Eitur nakað land week-end?. W latach 1988, 1994, 1999 i 2004 nominowany do Nagrody literackiej Rady Nordyckiej.

## Życiorys
Jóanes Sekjær Nielsen urodził się 5 kwietnia 1953 roku w Thorshavn, jako syn Svenda Sekjær Nielsena i Marjun Nielsen.
Jest żonaty z Rannvá Mortensen, z którą ma dwie córki

## Twórczość

### Eseje
- Undergroundting (1994)
- Undergroundting 2 (1999)

### Nowela
- Á landamørkum vaksa blomstur (1986)

### Powieści
- Gummistivlarnir eru tær einastu tempulsúlurnar sum vit eiga í Føroyum (1991)
- Glansbílætasamlararnir (2005)

### Sztuka
- Eitur nakað land week-end? (2002)

### Wiersze
- Trettandi mánaðin (1978)
- Pinnabrenni til sosialismuna (1984)
- Tjøraðu plankarnir stevna inn í dreymin (1985)
- Naglar í jarðarinnar hús (1987)
- Kirkjurnar á havsins botni (1993)
- Brúgvar av svongum orðum (2002)